# Dō (armatura)
La dō (胴?)è la corazza tipica dell'armatura giapponese.
Composta da un insieme di cuoio, metallo laccato e stoffa (fond. seta) in quantità variabili, si divide in due tipologie fondamentali: 
- corazze classiche, sviluppate nel medioevo nipponico vero e proprio e costituite da lamine kozane: corazze leggere per i fantaccini (dō-maru e haramaki-dō) e corazza pesante ō-yoroi per i cavalieri;
- corazze moderne, sviluppate dagli armorari nipponici dopo il contatto con gli europei (fond. portoghesi) e costituite da piastre di ferro (ita-mono[1]) variamente assemblate.

## Storia
I giapponesi cominciarono a produrre armature da modelli cinesi/coreani nel I secolo. Nel IV secolo, la produzione di elementi aggiuntivi alla panoplia (fond. elmi) diede alle armature nipponiche una propria peculiarità stilistica. Le armature di questa fase "primitiva" (anche detta "pre-samurai"), costituite da semplici pezzi di ferro collegati tra loro da strisce di cuoio, furono la tankō (armatura a lastra), indossata dai fantaccini, e la keikō dei cavalieri.
Durante il Periodo Heian (794-1185) venne codificato il modello della corazza pettorale (dō) composta da lamelle, di piccole dimensioni (hon-kozane), o lamine, di grandi dimensioni (hon-iyozane), in metallo/cuoio, interconnesse tra loro da rivetti, lacci o cotta di maglia, ricoperte di lacca per garantire maggior resistenza alle intemperie.
Nel corso del XVI secolo ("Periodo del commercio Nanban"), gli scambi commerciali tra giapponesi ed occidentali (fond. portoghesi) misero a disposizione degli armorari nipponici corazze europee ed elmetti di tipo morione che vennero integrati nelle panoplie dei più ricchi samurai per permettere ai guerrieri di opporsi alla diffusione nel Sol Levante dell'archibugio, introdotto dai portoghesi nel 1543 e subito adottato dai daymio per i loro eserciti con il nome di tanegashima-teppō (lett. "bastone di fuoco di Tanegashima"). Queste nuove armature "ibride" presero appunto il nome di  tameshi-gusoku, lett. "[armatura] testata contro le pallottole".

Parallelamente, i continui scontri tra i daymio del Periodo Sengoku videro aumentare la domanda di armi ed armature al punto da promuovere la produzione di corazze di bassa qualità, soprattutto per armare la milizia degli ashigaru. Questo contestò originò anche una nuova tipologia d'armatura, la tatami gusoku, la cui componente centrale era il tatami dō.

## Tipologia
- Corazze classiche
  - Dō-maru - corazza leggera con allacciamento sul lato del corpo;
  - Haramaki-dō - corazza leggera con allacciamento sulla schiena;
  - Ō-yoroi - corazza pesante con allacciamento sul lato del corpo tramite un pezzo a sé (waidate).

Le corazze leggere erano utilizzate principalmente dai samurai meno abbienti o dai guerrieri più ricchi e potenti che, dovendo combattere appiedati, preferivano una corazza di non eccessivo ingombro. La corazza ō-yoroi era utilizzata dai ricchi cavalieri.
- Corazze moderne

...

## Costruzione
Nella tradizione oplologica nipponica, la corazza, in quanto elemento fondamentale della panoplia, definisce la tipologia di armatura. Un'armatura con una corazza tipo hotoke dō sarà dunque chiamata hotoke dō gusoku, mentre un'armatura con corazza tipo karuta tatami dō sarà chiamata karuta tatami dō gusoku.

### Kozane dō
La corazza samurai "classica", in uso prima dell'introduzione delle armi da fuoco, era di tipo lamellare: kozane è appunto il nome della lamella.

### Kiritsuke kozane dō
Corazza di tipo laminare, lett. "Corazza finto-lamellare".

### Tosei dō
Corazza moderna, composta da piastre di metallo (ita-mono), entrata in uso dopo la diffusione delle armi da fuoco occidentali.

## Galleria d'immagini

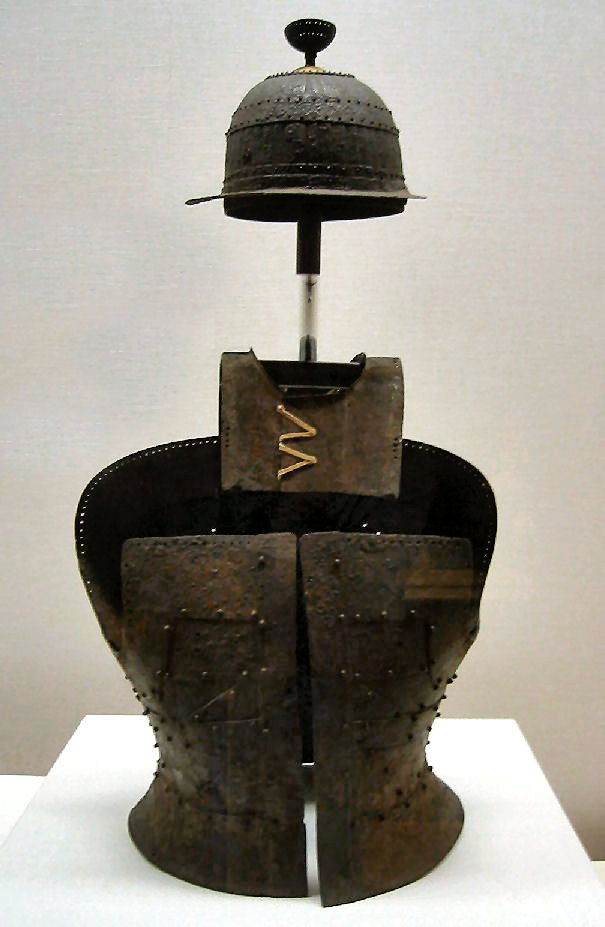
Corazza "pre-samurai" tankō in ferro decorato in bronzo con elmo - V secolo (Periodo Kofun), Museo nazionale di Tokyo.
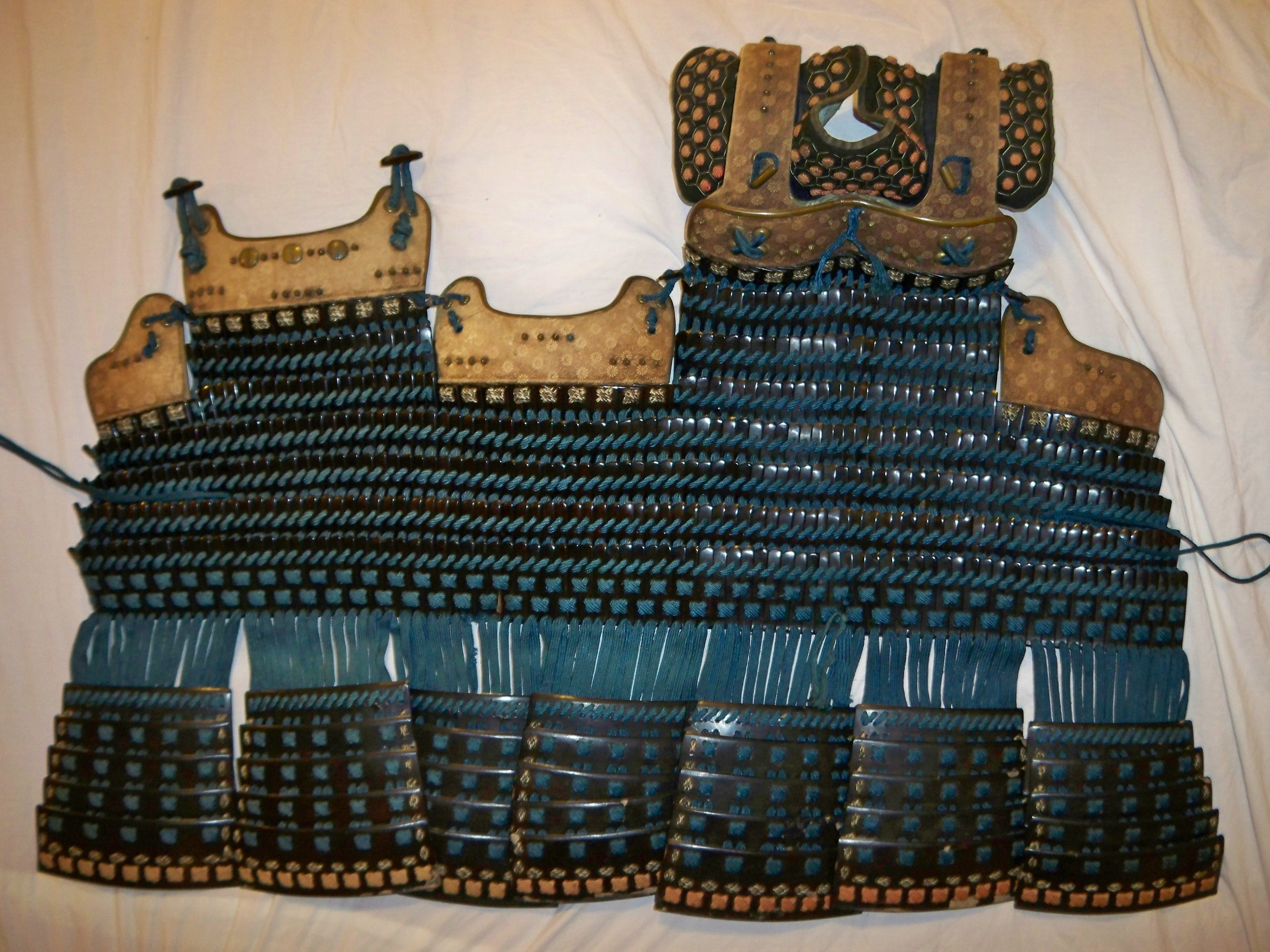
Corazza "samurai" tipo Hon kozane dō-maru realizzata con oltre 500 lamine di cuoio (nerigawa).
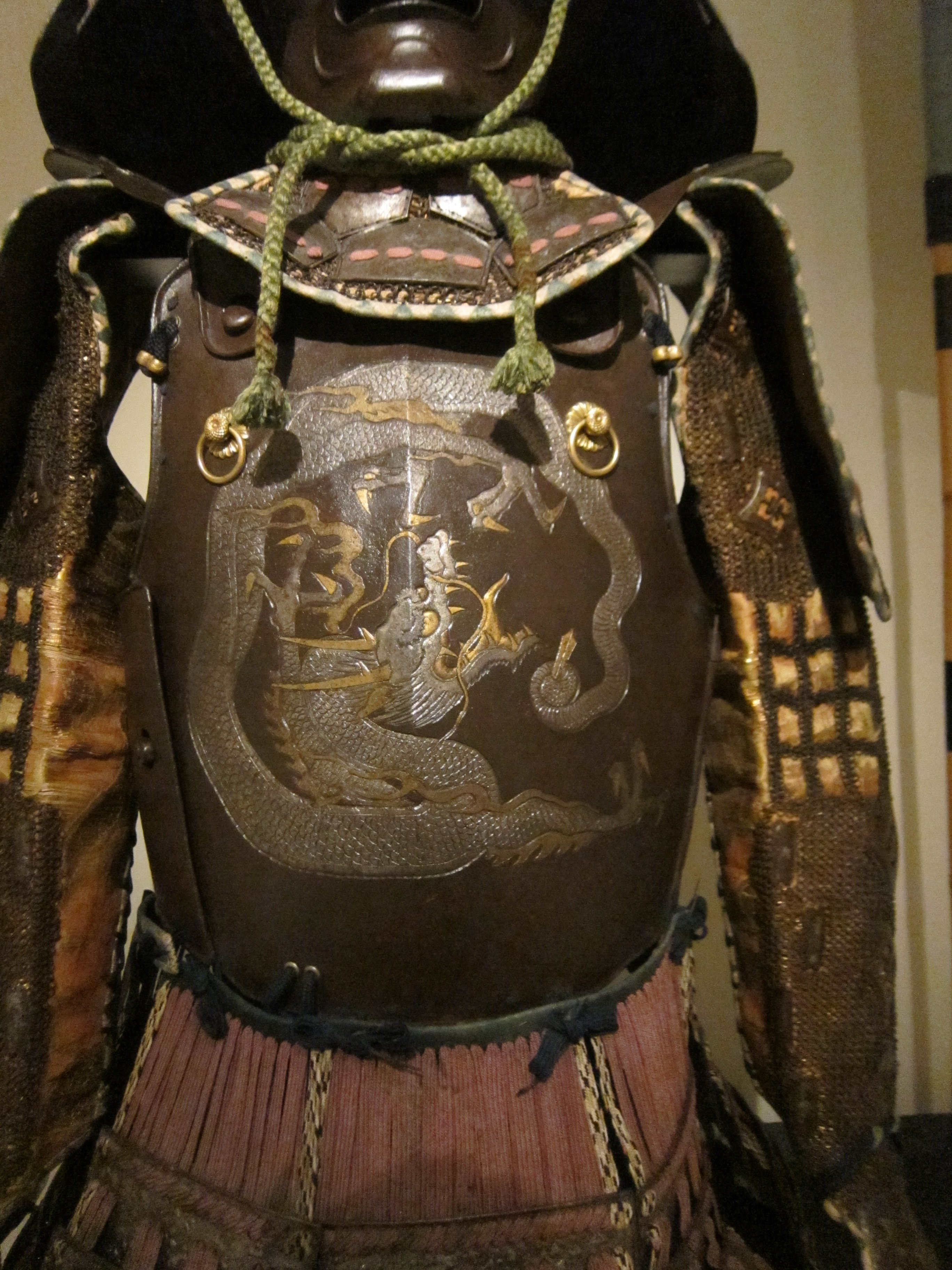
Corazza moderna tipo Nanban dō del Periodo Edo.